# Simulium intermedium
Simulium intermedium är en tvåvingeart som beskrevs av Émile Roubaud 1906. 
Simulium intermedium ingår i släktet Simulium och familjen knott. Arten är reproducerande i Sverige. Inga underarter finns listade i Catalogue of Life.